# PHY

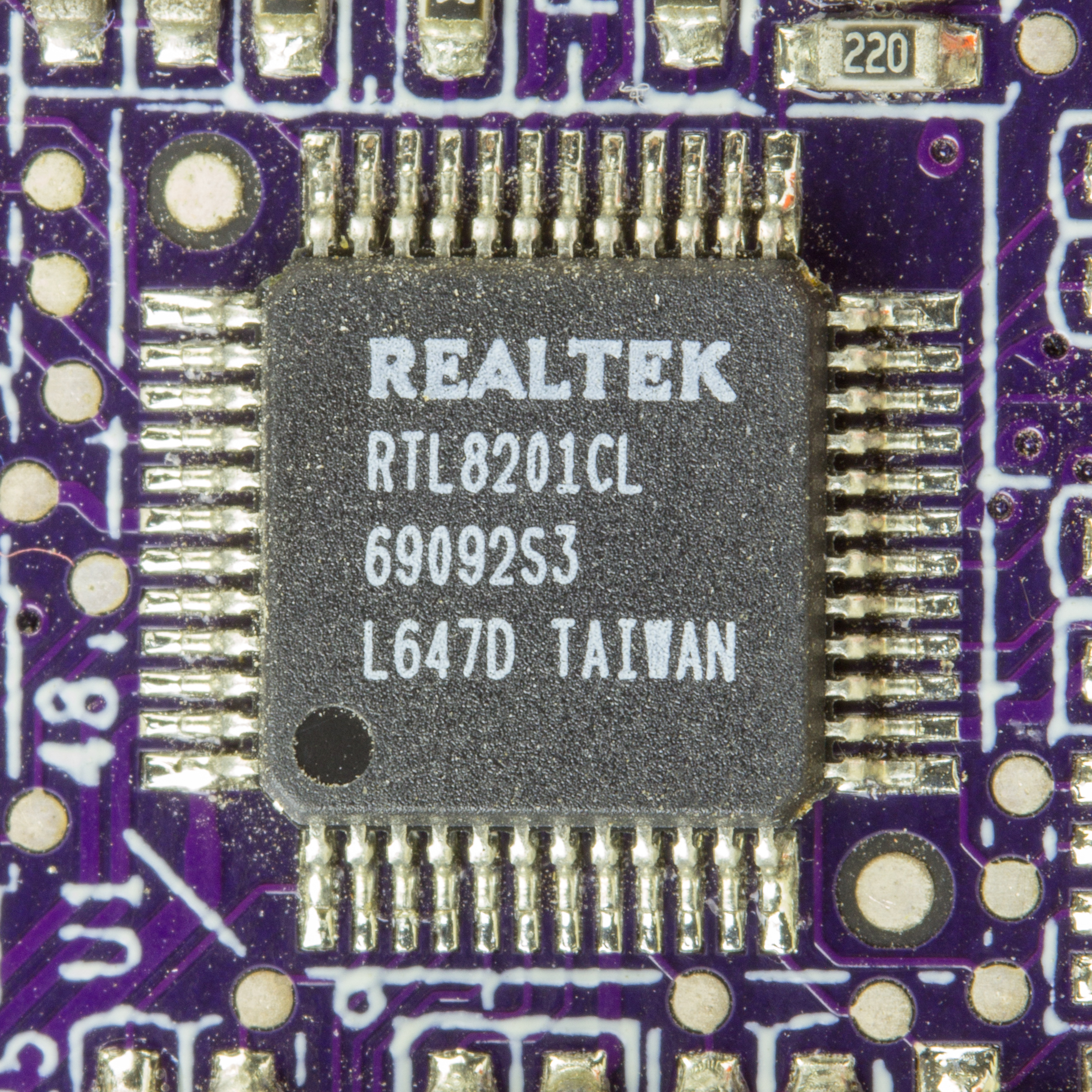
Chip PHY Realtek RTL8201BL FastEthernet

PHY é uma abreviatura comum para a camada física do modelo OSI.
PHY é também um termo genérico em eletrônica que se refere a um circuito integrado especial ou bloco funcional de um circuito que cuidam da codificação/decodificação entre um domínio puramente digital e uma modulação num domínio analógico. Tais circuitos são freqüentemente usados para interfacear uma FPGA, CPLD ou um microcontrolador/processador para um tipo específico de barramento ou interface de comunicação.

## Exemplos de uso
- Ethernet: um chip PHY (denominado PHYceiver) é encontrado comumente em dispositivos Ethernet. Sua finalidade é o acesso digital ao vínculo modulado. Geralmente é empregado em conjunto com um chip MII ou interfaceado com um microcontrolador que assume as tarefas das camadas mais altas.
- USB: um chip PHY integrado na maioria dos controladores Universal Serial Bus (USB) em hosts ou sistemas embarcados o qual fornece a integração entre as partes digital e modulada da interface.
- IrDA: a especificação IrDA inclui uma especificação IrPHY para a camada física do transporte de dados.
- S-ATA: controladores Serial ATA como o VIA6421 usam um PHY.